# Helge Freiman
Karl Helge Freiman, född 26 februari 1992 på Lidingö, är en svensk tidigare handbollsspelare (mittnia).

## Klubbkarriär
Helge Freiman växte upp på Lidingö samt Singö. Han inledde sin handbollskarriär i Lidingö SK, men flyttade som A-pojke till IFK Tumba. I klubben gjorde han sin elitseriedebut 2009 och utvecklades till en bärande spelare i det Tumba som tog sig tillbaka till elitserien 2011. Mellan åren 2012–2016 spelade han för Eskilstuna Guif där han utvecklades till en av de bättre elitseriespelarna och fick debutera i landslaget. 2014 fick han utmärkelsen Årets komet och Svenska Handbollförbundet beskrev 2014 som "Helge Freimans år, uttagen i All star team, Årets Komet och Landslagsdebut". Detta blev hans stora genombrott som elitspelare och 2016 skrev han kontrakt med tyska bundesligaklubben GWD Minden. Han stannade där en säsong, då han fick begränsat med speltid, och gick sedan till IFK Kristianstad. I november 2020 meddelades att han skulle skifta till Alingsås HK för resten av säsongen. 2021 började han spela för Hammarby IF. 2022 meddelade han att han avslutar spelarkarriären.

## Landslagsspel
Helge Freiman debuterade i juniorlandslaget, spelade 32 matcher och gjorde 39 mål. Han fortsatte sedan i U21-landslaget, spelade 30 matcher där och lade 45 mål. Med U21-landslaget var han med och tog VM-guld 2013.
2014 gjorde han debut i A-landslaget. Han har till 2017 spelat 14 landskamper och gjort 18 mål.